# Guy des Cars

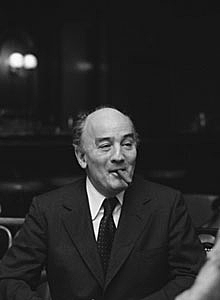
Guy des Cars (1977)

Guy des Cars (* 6. Mai 1911 in Paris; † 21. Dezember 1993 ebenda) war ein französischer Schriftsteller. Seine zahlreichen Romane gehören der Unterhaltungsliteratur an.

## Leben
Guy des Cars entstammte dem Adelshaus Pérusse des Cars. Er kämpfte 1940 gegen den deutschen Aggressor und wurde dekoriert. Von 1941 bis 1991 veröffentlichte er rund 60 Romane, die in zahlreiche Sprachen übersetzt wurden, 9 davon auch ins Deutsche. Von der Literaturkritik wenig geschätzt, erreichte er ein Lesepublikum von zig Millionen. Allein im Taschenbuchverlag J’ai lu wurden von ihm 31 Millionen Bände verkauft. 1980 erhielt er den Literaturpreis La Paulée de Meursault.

## Werke (soweit ins Deutsche übersetzt)
- L’Impure. Flammarion, Paris 1946.
  - Chantal. Europäische Bücherei, Bonn 1956. Bastei, Bergisch Gladbach 1969.
- La Brute. Flammarion, Paris 1951. (Prix Max-Barthou der Académie française)
  - Der Unmensch und die Schöne. Delta, Bischofswiesen 1953.
  - (anderer Titel) Der Ausgestoßene. Palladium, Heidelberg 1955.
  - (anderer Titel) Sensationsprozess Vauthier. Buchklub, Bochum 1955.
- La Corruptrice. Flammarion, Paris 1952.
  - Im Vorzimmer der Teufel. Südverlag, München 1953. Heyne, München 1961
- La Maudite. Solar, Monte Carlo 1954.
  - Die Verdammte. Europäische Bücherei, Bonn 1955.
- Amour de ma vie. Flammarion, Paris 1956.
  - Liebe meines Lebens. Europäische Bücherei Hieronimi, Bonn 1957.
- La Tricheuse. Flammarion, Paris 1957.
  - Yvonne. Europäische Bücherei Hieronimi, Bonn 1959.
- Le Château de la juive. Flammarion, Paris 1958.
  - Das Schloss der Begierde. Bonn : Verl. d. Europ. Bücherei, 1960
- Le grand Monde. Flammarion, Paris 1961.
  - Eine Bar in Saigon. Forum, Wien 1964.
- L'entremetteuse. Plon, Paris 1970.
  - Die Kupplerin. Blanvalet, Berlin 1972.